# Autoscară mecanică

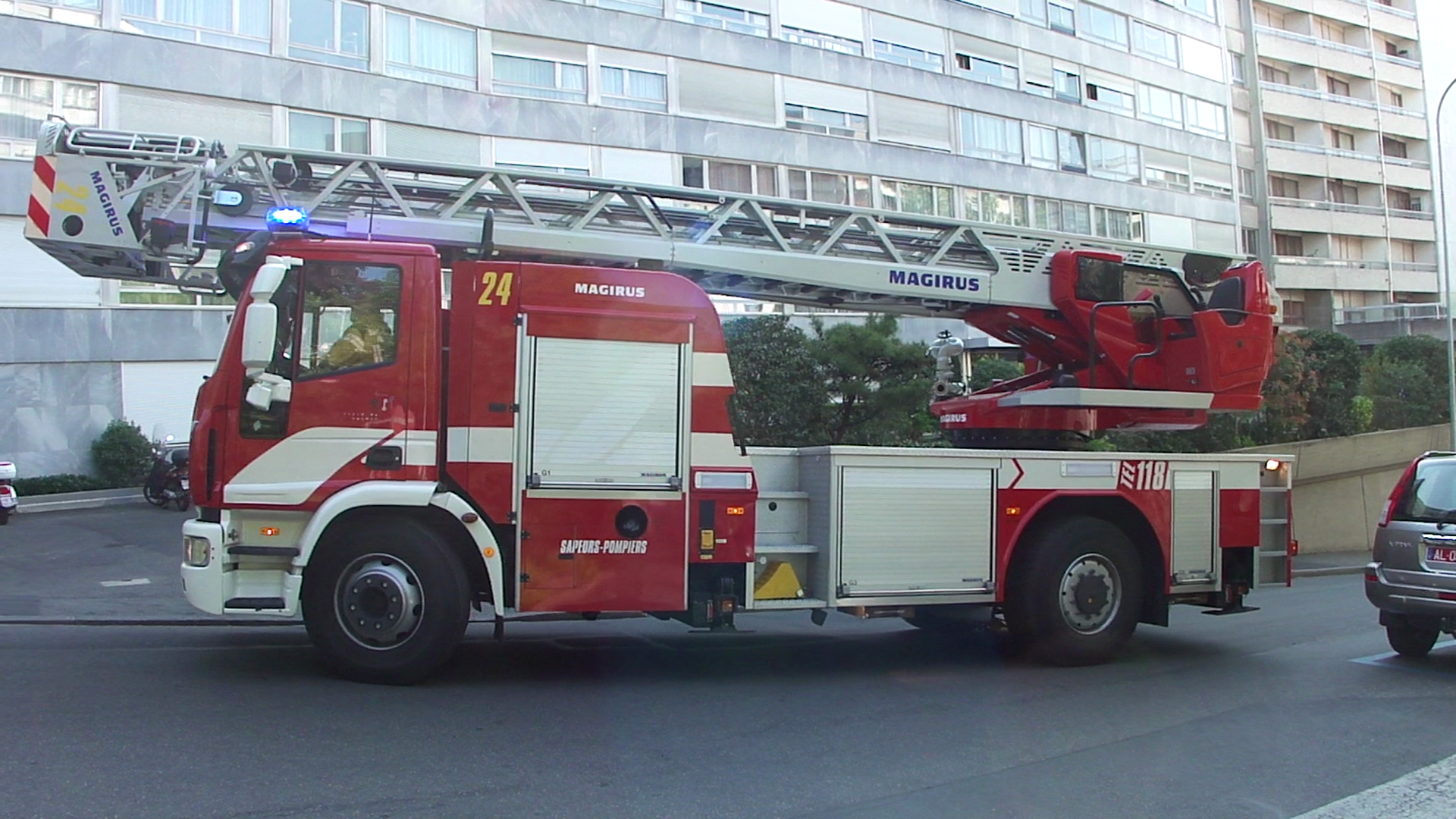
Autoscară mecanică de 30 de metri

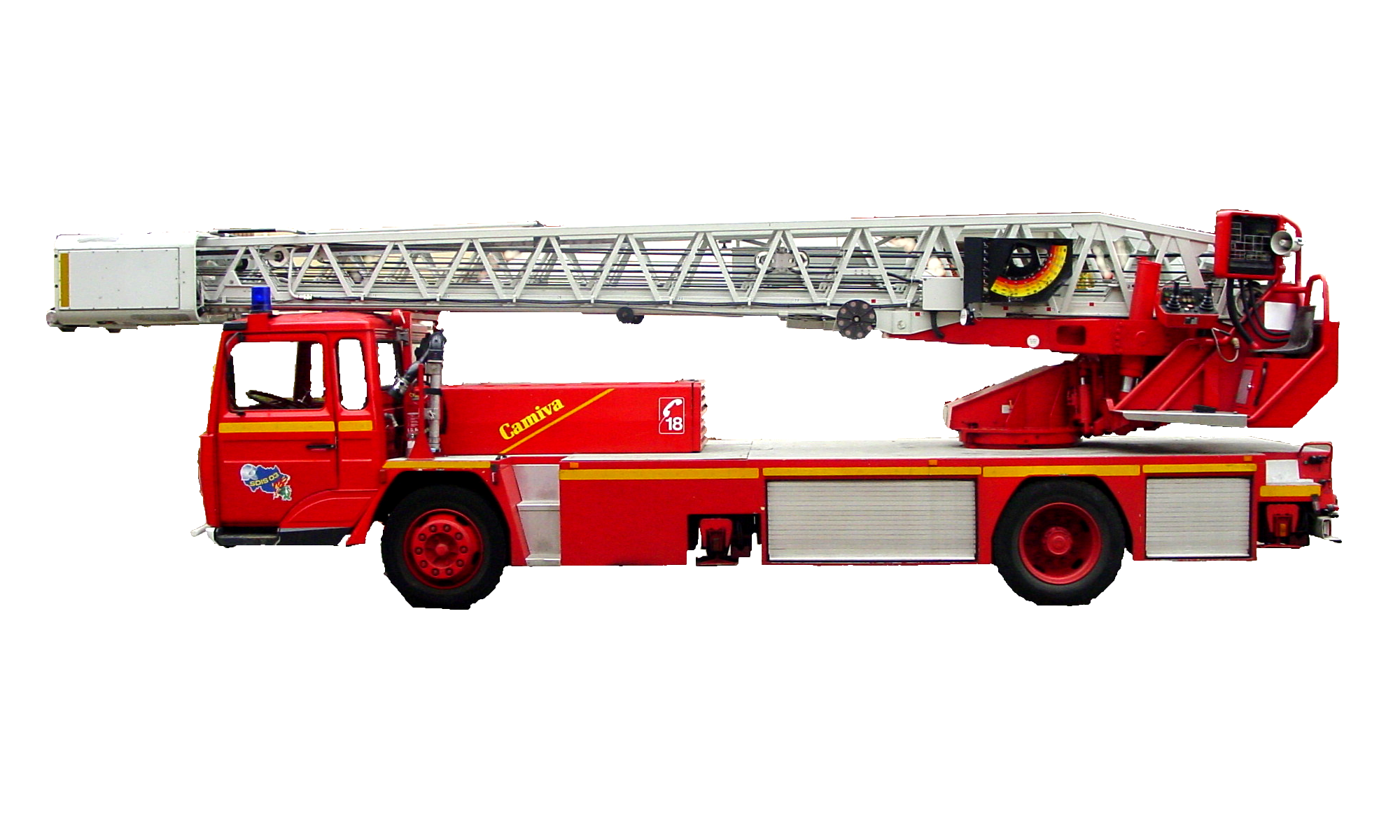
Autoscară 28/10

Autoscara mecanică este un autovehicul special dotat cu o scară retractabilă, destinat salvării persoanelor de la înălțimi și asigurarării pătrunderii rapide a pompierilor la părțile superioare ale clădirilor, când căile de acces devin impracticabile ca urmare a incendiilor, catastrofelor sau cutremurelor.
Scara mai permite permite transportul de echipamente, iar unele modele de scări au atașate țevi rigide telescopice prin care  apă să poată să urce la înălțime. În multe cazuri, scara este prevăzut cu o platformă mobilă sau fixă, uneori detașabilă și carea asigură astfel, o siguranță superioară persoanelor salvate de la înălțime.
Primele modele au fost acționate manual prin manivele. Modelele moderne sunt acționate de motoare.